# Crassula ciliata
Crassula ciliata (лат.) — вид суккулентных растений рода Толстянка (Crassula) семейства Толстянковые (Crassulaceae), естественно произрастающий на территории Капской провинции Южно-Африканской Республики.

## Название
Родовое латинское название Crassula происходит от латинского слова crassus, — «толстый», в основном из-за присутствия у растений этого рода сочных листьев.
Видовой латинский эпитет ciliata от лат. cilium — «ресница». Эпитет используется в связи с характерными краями листьев.

## Ботаническое описание

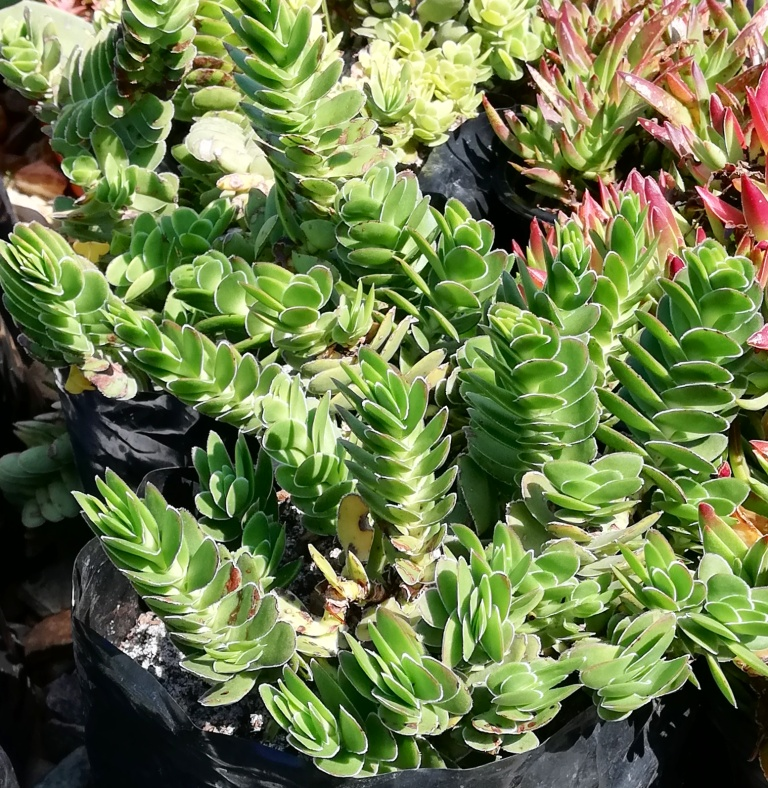
В культуре

Многолетний карликовый кустарник характеризуется сочными, полегающими и сильно разветвленными деревянистыми стеблями высотой приблизительно 20 см. Листья, расположенные супротивно друг другу, обладают продолговато-эллиптической формой размером 15-30 на 5-12 мм. Их форма округлая, слегка выпуклая, с краевыми ресничками, и они могут иметь оттенки от зеленого до желтовато-зеленого цвета. Старые листья сохраняются на растении.
Соцветие представляет собой округлый тирс с многочисленными дихазиями, каждая из которых содержит разное количество цветков, с выраженным цветоносом длиной 0,15-0,25 метра. Чашечка обладает треугольными лопастями размером 2-2,5 мм, с краевыми ресничками, мясистыми и оттенками от зеленого до желтого цвета. Венчик трубчатый, сросшийся у основания на 0,8-1,2 мм, имеет от кремового до бледно-желтого цвета. Тычинки с желтыми пыльниками. Чешуйки продолговатые, размером 0,9-1,2 на 0,2-0,3 мм, усеченные или слегка выемчатые, слегка суженные книзу, мясистые и бледно-желтые. Время цветения приходится на ноябрь-январь.

## Распространение
Родина данного вида – Южно-Африканская Республика. Распространен вдоль южного побережья Капской провинции от Кейптауна до Порт-Элизабета, охватывая Капский полуостров. Обычно он произрастает на нижних гравийных или песчаных склонах, включая нижние гравийные склоны и нижние песчаные гряды вдоль побережья. Этот вид встречается в восточном Финбос-Реностервельде, а также чаще всего встречается в регионе Олбани.
Вид был интродуцирован на территории Южной Австралии.

## Таксономия

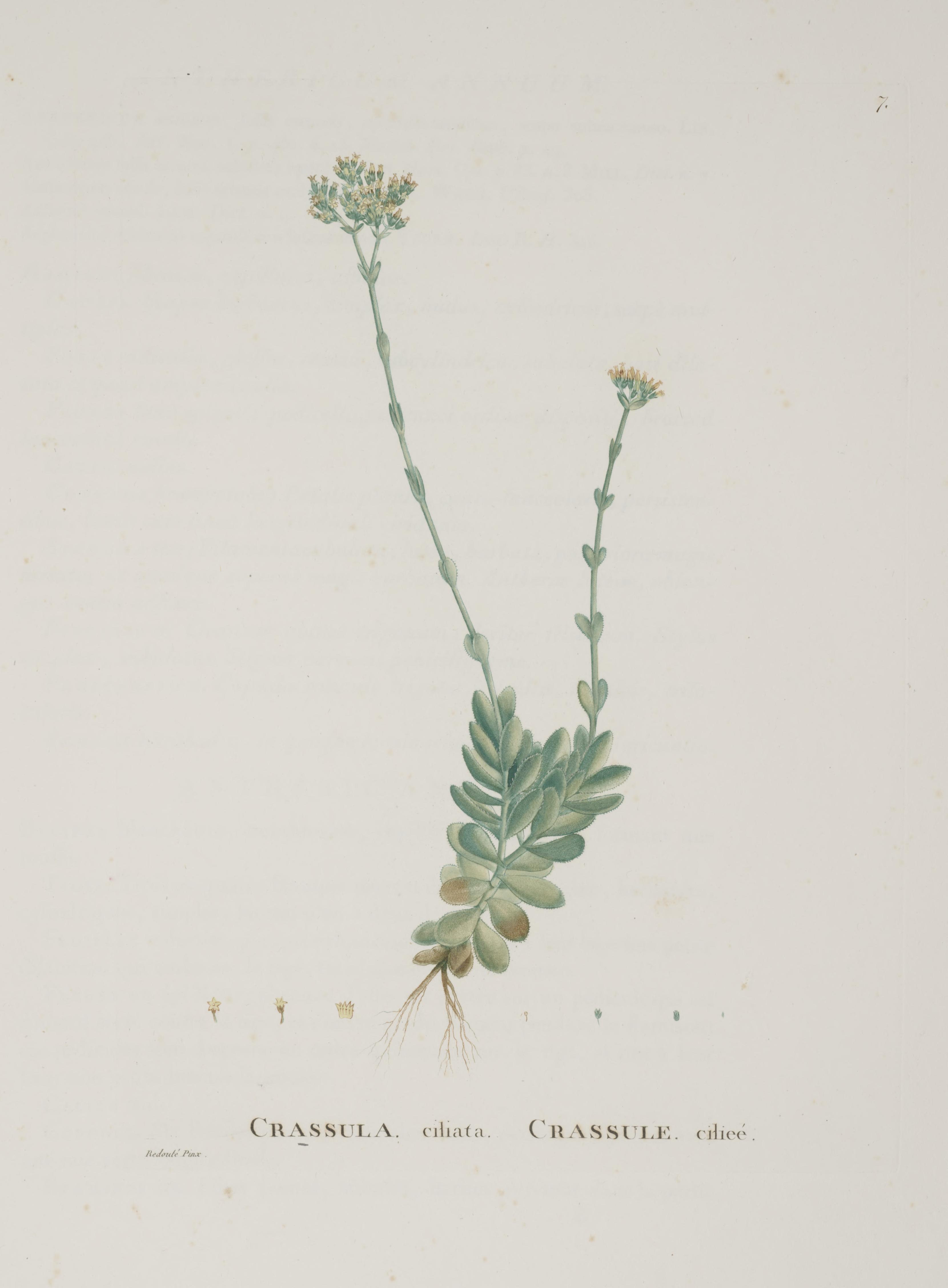
Ботаническая иллюстрация

Crassula ciliata L., первое упоминание в Sp. Pl. : 283 (1753).

### Синонимы
- Purgosea ligulifolia Sweet
- Purgosea concinnella Sweet
- Purgosea concinna Sweet
- Purgosea ciliata Sweet
- Sedum ciliatum Kuntze
- Sphaeritis ciliata (L.) P.V.Heath
- Crassula concinna Haw.
- Crassula concinnella Haw.
- Crassula ligulifolia Haw.